# Teleogryllus gracilipes
Teleogryllus gracilipes är en insektsart som först beskrevs av Henri Saussure 1877.  Teleogryllus gracilipes ingår i släktet Teleogryllus och familjen syrsor. Inga underarter finns listade i Catalogue of Life.